# Нейт Мендел
Нейт «Нейт» Грегор Мендел (англ. Nathan Gregor Mendel, 2 грудня 1968 ріку, Ричланд) — американський бас-гітарист. Учасник гуртів Foo Fighters, The Jealous Sound та Sunny Day Real Estate; колишній учасник гурту The Fire Theft.

## Біографія
Нейт почав свою музичну кар'єру в панк-рок гурті Diddly Squat. Також він грав в таких гуртах, як Christ on a Crutch,
 Brotherhood, Galleons Lap. Перед тим як приєднатися до Foo Fighters в 1995 році, Мендел був учасником гуртів Sunny Day Real Estate і Juno (Sunny Day Real Estate розпалася). Хоча Sunny Day Real Estate пізніше возз'єдналася і записала ще два альбоми
( «How It Feels to Be Something On» і «The Rising Tide»), Нейт залишився в Foo Fighters. Після повторного розпаду SDRE, Мендел приєднався до двох інших учасників групи, Вільяму Голдсміту і Джеремі Enigk'у, щоб заснувати групу The Fire Theft, випустивши однойменний альбом в 2003 році.
Нейт Мендел приєднався до Foo Fighters як басист, нарівні з барабанщиком групи Nirvana, Дейвом Ґролом. З тих пір група випустила сім студійних і один концертний альбом. Мендел продовжує грати в гурті разом з Дейвом Гролом, Тейлором Гокінсом, Крісом Шифлеттом та Петом Сміром, який повернувся до гурту в 2007 році. Мендел і Ґрол є учасниками групи з дня її заснування.
У червні 2009 року Sunny Day Real Estate знову возз'єдналися, Мендел увійшов до складу групи.